# Ржевско-Вяземский выступ

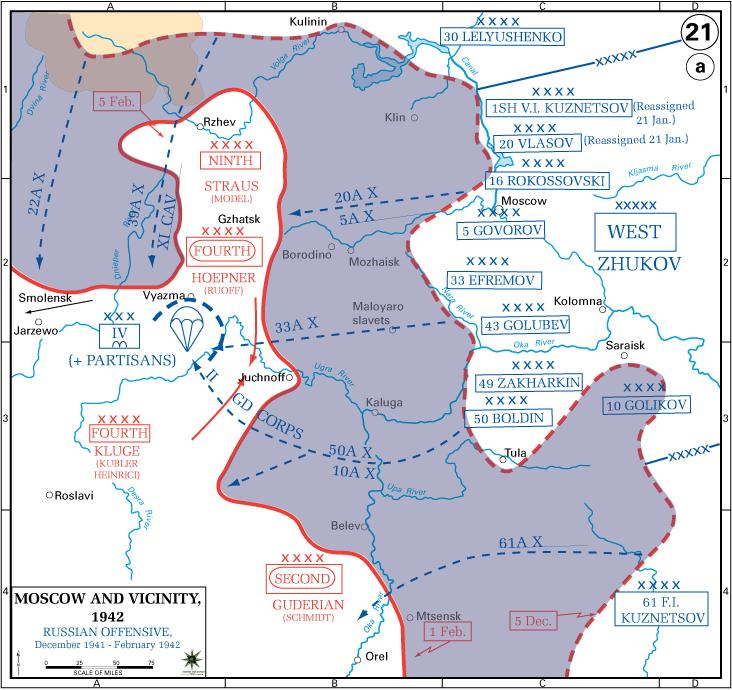
Ржевский выступ (очерчен красной границей) на карте наступления советских войск 1941-1942

Ржевско-Вяземский выступ — плацдарм, образовавшийся в обороне немецких войск в ходе наступления советских войск зимой 1941/1942 года на западном направлении. Имел размеры: до 160 км в глубину и до 200 км по фронту (у основания). Немецкое командование рассматривало этот выступ как плацдарм для наступления на Москву. Зимой 1942/1943 года здесь было сосредоточено около 2⁄3 войск группы армий «Центр», против которой действовали основные силы Калининского и Западного фронтов. Войска последнего прикрывали кратчайшее направление на Москву (от линии фронта до Москвы по прямой около 150 км). Советские войска предпринимали упорные попытки ликвидации этого плацдарма. Первая Ржевско-Сычёвская операция состоялась в июле-октябре 1942 года, но успеха не достигла. Вторая Ржевско-Сычёвская операция (ноябрь-декабрь 1942 года) серьёзно ослабила немецкую группировку
Данный плацдарм был ликвидирован в ходе Ржевско-Вяземской операции к концу марта 1943 года.